# Joan Halifax

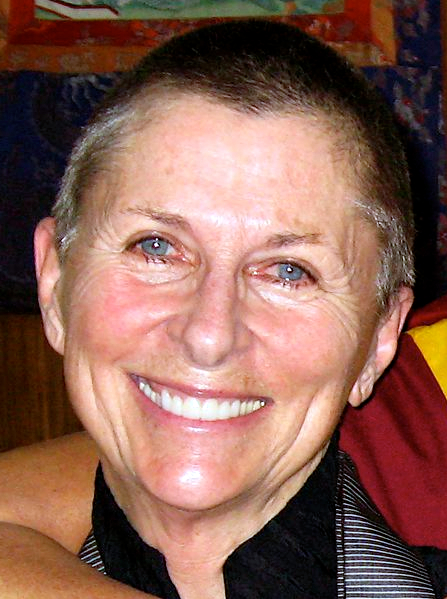
Joan Halifax, 2007

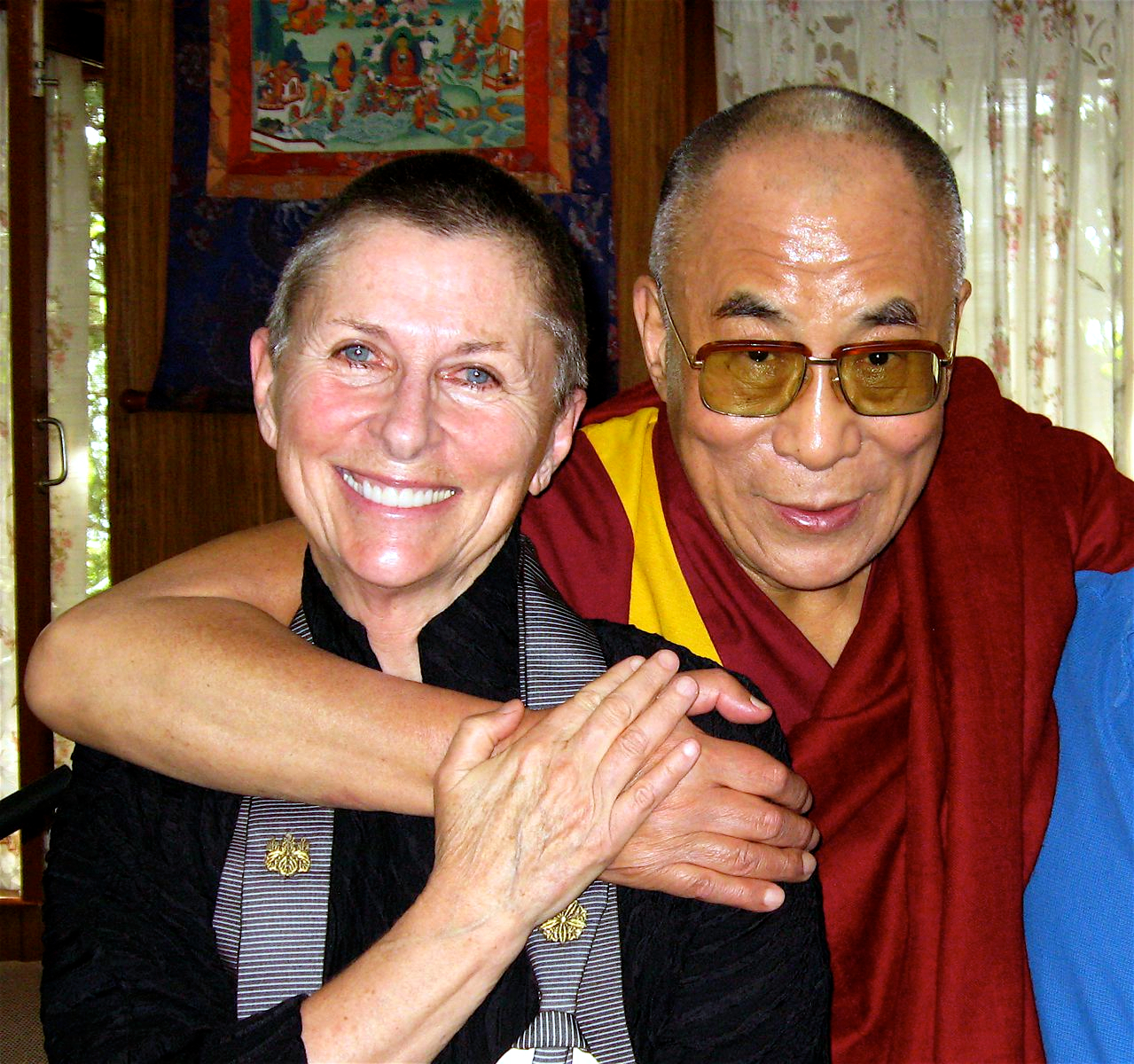
Mit dem Dalai Lama

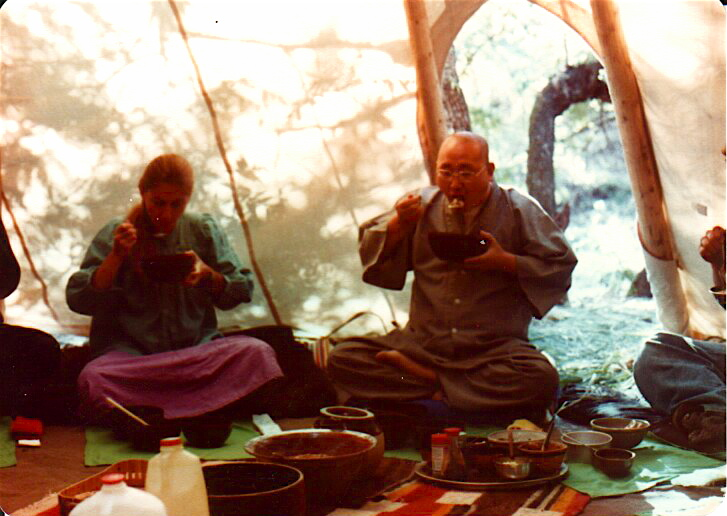
Mit Seung Sahn, 1979

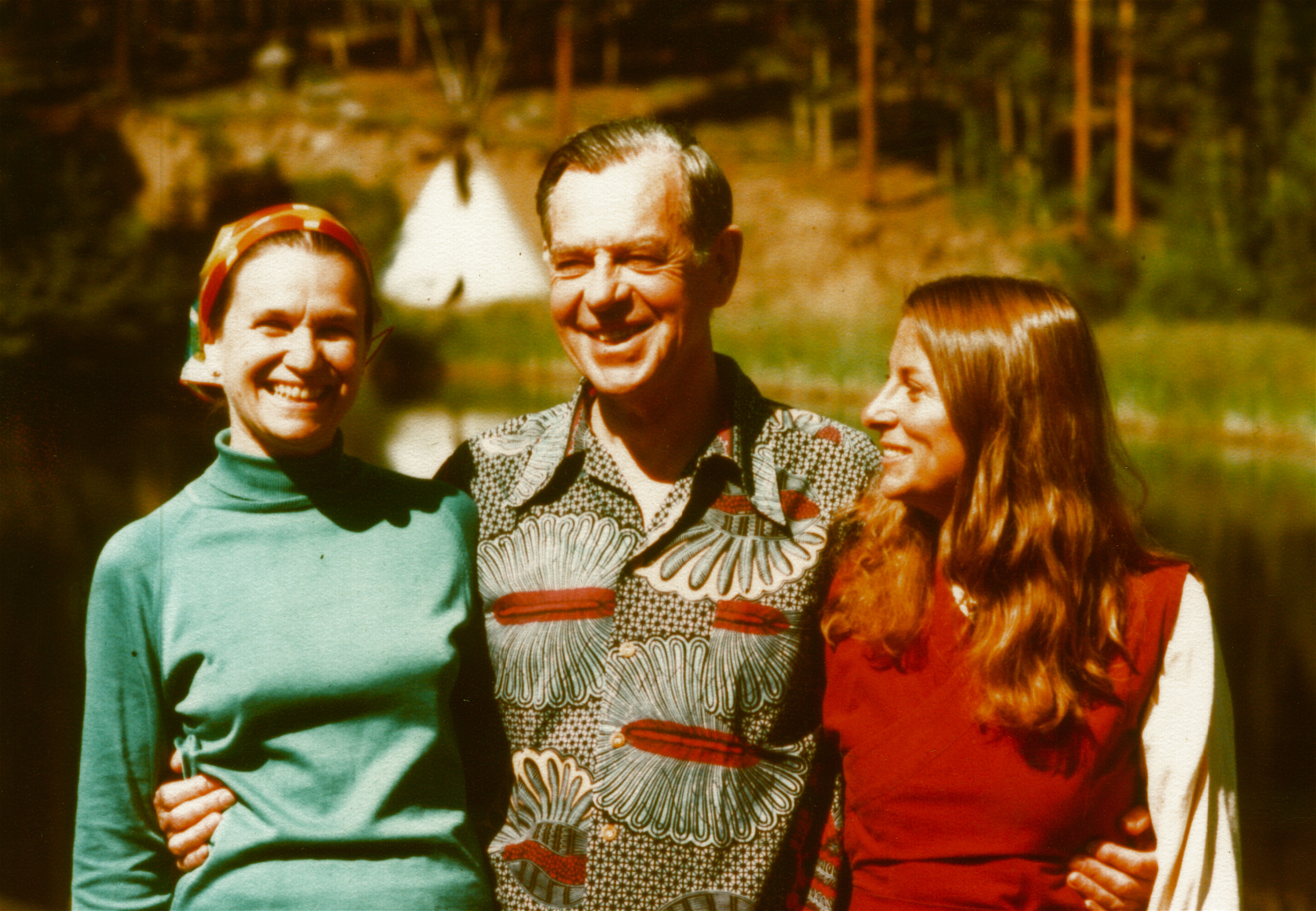
Jean Erdman, Joseph Campbell und Joan Halifax auf der Feathered Pipe Ranch, Montana, Ende der 1970er Jahre

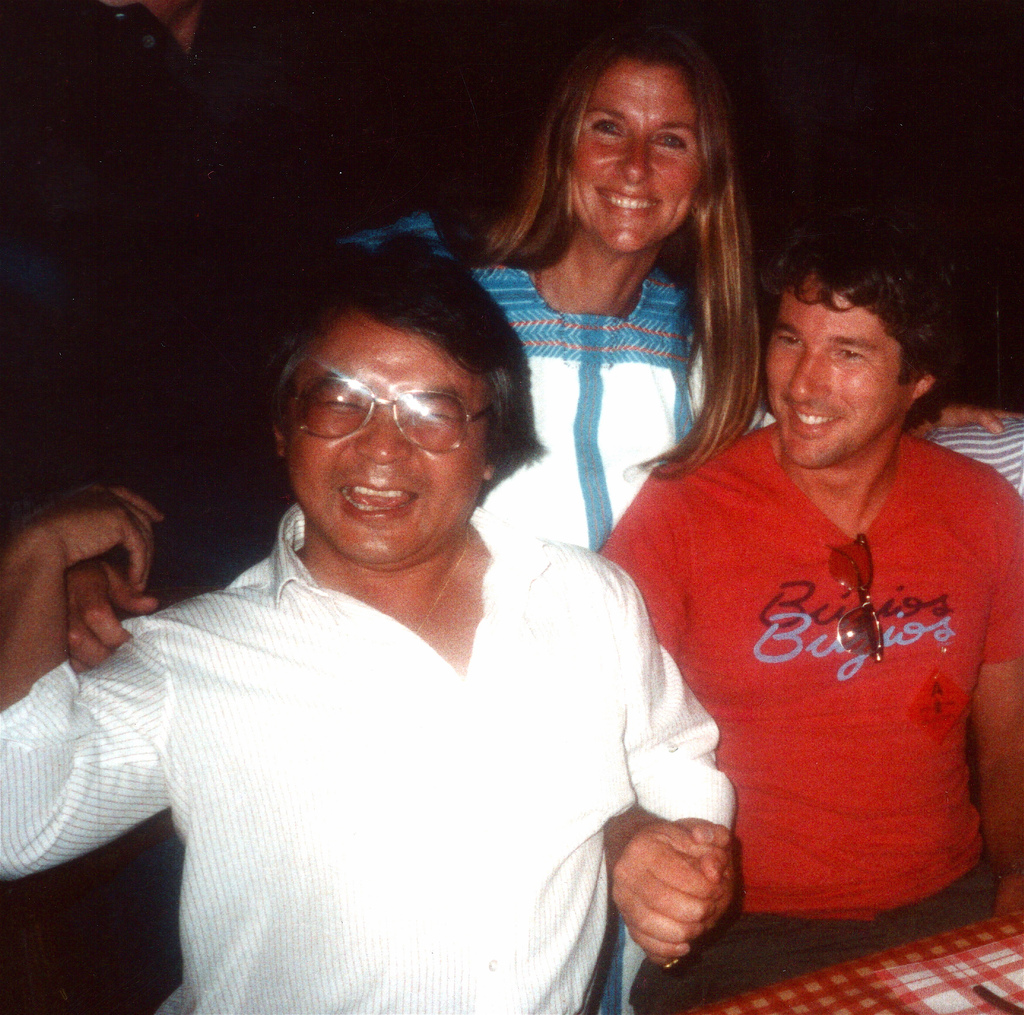
Sogyal Rinpoche, Joan Halifax und Richard Gere in der Schweiz, Juli 1985

Joan Jiko Halifax (* 30. Juli 1942 in Hanover (New Hampshire), USA) ist eine US-amerikanische Anthropologin, Ethnologin, Zen-Lehrerin, Autorin und Menschenrechtsaktivistin. Sie ist Gründerin und Äbtissin des Upaya Institute and Zen Center, eines buddhistischen Zentrums in Santa Fe (New Mexico).

## Leben und Werk
Halifax wurde im Alter von vier Jahren für zwei Jahre lang bettlägerig und funktionell blind, da ein Virus ihre Augenmuskeln angegriffen hatte. 1964 machte sie ihren Abschluss am H. Sophie Newcomb Memorial College der Tulane University in New Orleans, Louisiana, wo sie sich in der amerikanischen Bürgerrechtsbewegung und der Antikriegsbewegung engagierte. Sie zog nach New York City und arbeitete von 1964 bis 1968 am Bureau of Applied Social Research der Columbia University mit Alan Lomax zusammen. Anschließend ging sie nach Paris und arbeitete am Musée de l’Homme in der Abteilung Ethnographischer Film. Nach ihrer Promotion in medizinischer Anthropologie 1973 am Union Institute & University in Cincinnati kümmerte sie sich an der medizinischen Fakultät der University of Miami um Sterbende.
Als Anthropologin studierte sie in Mali den indigenen Stamm der Dogon und in den 1970er Jahren in Mexiko die Huicholen. Mehrere Jahre lang studierte sie parallel Schamanismus und Buddhismus und beleuchtete deren Zusammenhänge in ihrem Buch The Fruitful Darkness von 1993.
Sie praktizierte ein Jahrzehnt lang bei dem koreanischen Zen-Meister Seung Sahn und war Lehrerin von dessen Kwan-Um-Zen-Schule. Später erhielt sie die Dharma-Übertragung von Bernard Glassman.
Halifax heiratete 1972 den Psychiater Stanislav Grof, mit dem sie eine kurzlebige Ehe führte. Von 1972 bis 1975 arbeitete sie mit ihm am Maryland Psychiatric Research Center mit sterbenden Krebspatienten. Sie untersuchte mit ihrem Mann die Verwendung von LSD als Unterstützungsmechanismus für Sterbende und veröffentlichte 1977 mit ihm das Buch The Human Encounter With Death.
1979 gründete sie in Kalifornien ein interreligiöses Bildungszentrum, die Ojai Foundation, die sie von 1979 bis 1989 leitete. 1992 schenkten ihr Laurance Rockefeller und Richard Baker ein Haus in New Mexico, zwischen dem Santa Fe River und dem Cerro Gordo Mountain, wo sie das Upaya Zen Center in Santa Fe gründete. Ihre Praxis konzentriert sich auf den sozial engagierten Buddhismus, der darauf abzielt, Leiden durch Meditation, interreligiöse Zusammenarbeit und soziale Dienste zu lindern. Sie ist im Vorstand des Mind and Life Institute, eine gemeinnützige Organisation, die sich der Erforschung der Beziehung zwischen Wissenschaft und Buddhismus widmet.
Sie erhielt ein Stipendium der National Science Foundation in Visual Anthropology, war Honorary Research Fellow in Medical Ethnobotany an der Harvard University und wurde 2011 Distinguished Visiting Scholar an der Library of Congress. Sie ist Direktorin des Project on Being with Dying und Gründerin des Upaya Prison Project, das Meditationsprogramme für Gefangene entwickelt. Sie ist auch Gründerin der Nomads Clinic in Nepal. Sie ist Autorin mehrerer Bücher über Buddhismus und Spiritualität.

## Ehrungen
- 2021: Ehrendoktorwürde, Royal College of Surgeons in Ireland, University of Medicine and Health Sciences[9]

## Veröffentlichungen (Auswahl)
- Mit Stanislav Grof: The Human Encounter with Death. E.P. Dutton 1977, ISBN 0-525-12975-8. OCLC 2633012.
- Shaman, the Wounded Healer. Crossroad 1982, ISBN 0-8245-0066-0. OCLC 8667806.
- Shamanic Voices: A Survey of Visionary Narratives. Arkana 1991. ISBN 0-14-019348-0. OCLC 27975715.
- The Fruitful Darkness, A Journey Through Buddhist Practice. HarperCollins 1993, ISBN 978-0-06-250369-5.
- A Buddhist Life in America: Simplicity in the Complex. Paulist Press 1998, ISBN 978-0-8091-3785-5.
- Being with Dying: Cultivating Compassion and Wisdom in the Presence of Death. Shambhala 2008, ISBN 978-1-57062-469-8.
  - Im Sterben dem Leben begegnen: Mut und Mitgefühl im Angesicht des Todes. Theseus 2018, ISBN 978-3-95883-361-6.
- Lone Mallard. CreateSpace Independent Publishing 2012, ISBN 978-1-4782-7801-6.
- Standing at the Edge: Finding Freedom Where Fear and Courage Meet. Flatiron Books 2018, ISBN 978-1-250-10134-1.
  - Gratwanderung: Achtsame Ethik für ein nachhaltig bewusstes Leben. O. W. Barth 2019, ISBN 978-3-426-29292-1.